# Horní Dunajovice

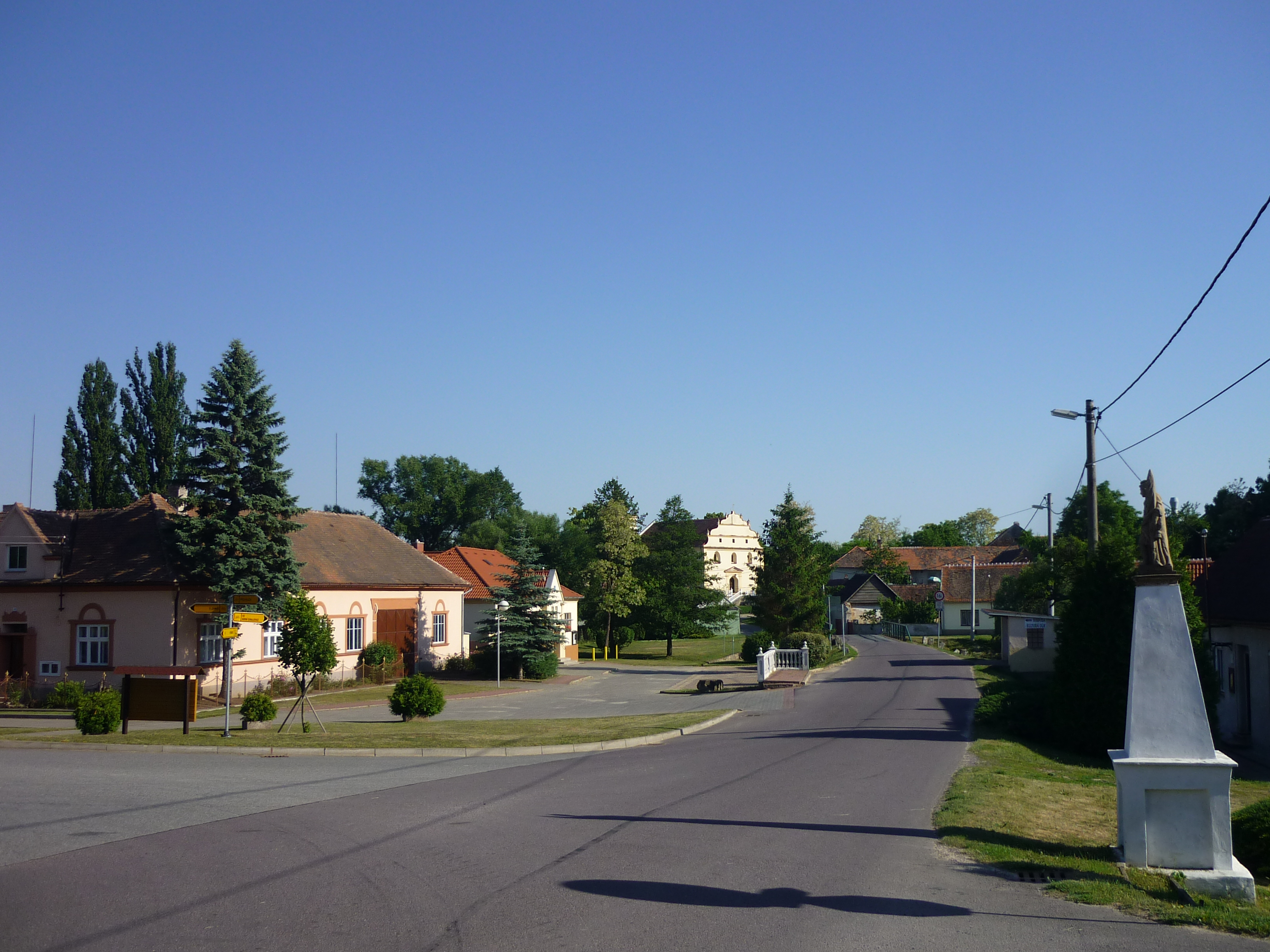
Dorfplatz

Horní Dunajovice (deutsch Ober Dannowitz) ist eine Gemeinde in Tschechien. Sie liegt 14 Kilometer nordöstlich von Znojmo und gehört zum Okres Znojmo.

## Geographie
Horní Dunajovice befindet sich am Bach Křepička in der Thaya-Schwarza-Talsenke. Nordöstlich erhebt sich der Horní Hájek (321 m.n.m.), im Nordwesten der Šibeniční kopec (287 m n.m.). Zweieinhalb Kilometer nordwestlich des Dorfes befindet sich der Stausee Horní Dunajovice, südlich der Teich Domčický rybník. Östlich von Horní Dunajovice fließt der Bach Rosavka. Durch den Ort verläuft die Staatsstraße II/398 zwischen Vémyslice und Mikulovice.
Nachbarorte sind Višňové und Trstěnice im Norden, Morašice im Nordosten, Chlupice und Rybnický Mlýn im Osten, Domčice im Südosten, Žerotice, Loucký Mlýn und Tvořihráz im Süden, Výrovice, Plaveč und Culpovec im Südwesten, Němčičky, Koráb, Rudlice und Mikulovice im Westen sowie Stupešice, Křepice und Mlýnek im Nordwesten.

## Geschichte
Es wird angenommen, dass das Dorf von Siedlern aus dem Donaugebiet gegründet wurde. Der zwischen 1242 und 1260 nachweisbare böhmische Unterkämmerer Markwart von Donavit bzw. Donayowitz steht in keinem Zusammenhang zu Horní Dunajovice; sein Prädikat leitet sich vom Hof Dunávičky bei Chářovice in Mittelböhmen her. Dagegen wird von dem 1284 erwähnten Oldřich von Dunajovice angenommen, dass er mit Horní Dunajovice in Verbindung steht.
Die erste schriftliche Erwähnung des Ortes erfolgte im Jahre 1350 als Sitz der Vladiken Jan, Wenzel und Katharina von Dunajovice. Außer der Feste bestand in Dunajovice auch ein Freihof. Jan von Dunajovice veräußerte nach 1355 seinen Anteil des Gutes dem Markgrafen Johann Heinrich, der ihn 1359 bei Ingram von Pernstein gegen die Burg Pyšolec eintauschte. Zu dieser Zeit gehörten weitere Anteile Stephan, Niklas und Wenzel von Dunajovice. Ingram von Pernstein verkaufte die Veste Dunajovice mit zehn Lahn, zehn Gehöften, Wäldern und Weinbergen wenig später für 500 Mark erblich an Filipp von Jakobau. Im Jahre 1366 besaß Hanns von Ledec einen Anteil von Dunajovice. Zwei Jahre später erwarb Filipp von Jakobau den Anteil von Andreas Trdlo. Um 1380 verkaufte Filipp von Jakobau die Veste und das Dorf Dunajovice vor einem Kreuzzug an mehrere Juden aus Znaim, Budwitz und Brünn, die sie umgehend weiter veräußerten. Schließlich erwarb Filipp von Svojanov Dunajovice; er verstarb kinderlos, so dass das Gut an den Markgrafen Jobst von Mähren heimfiel. Dieser verkaufte das Gut 1406 an Niklas Hunt von Florstadt. Von dessen gleichnamigen Sohn erwarb um 1440 der Olmützer Oberstkämmerer Johann Bítovský von Lichtenburg die Veste Dunajovice mit dem Dorf, dem Hof und Mühlen; ein Anteil gehörte jedoch den Brüdern Geblon und Prokop von Reichenberg. Puta von Lichtenburg veräußerte das Gut 1480 an Ludwig von Weitmühl. Nachfolgender Besitzer war Bohuš Talafús von Říčan, er verkaufte das Gut 1505 an Oldřich Březnický von Náchod. Dessen Erbe, der Landessteuereinnehmer Jindřich Březnický von Náchod, kaufte dem Wolframskirchener Propst Sigmund einen Anteil von anderthalb Lahn ab, den Markvart Talafús von Říčan der Propstei überlassen hatte. 1527 erwarb er vom Propst Jan von Doubravka das Dorf Domčice. Jindřich Březnický von Náchod gestattete in der Mitte des 16. Jahrhunderts die Ansiedlung von Täufern auf seinem bis dato nur von Katholiken besiedelten Gut, seine Frau Johanna von Ludanitz förderte die Ansiedlung Mährischer Brüder. Zur Unterscheidung der beiden mährischen Güter Dunajovice wurden diese seit dem 16. Jahrhundert mit Horní Dunajovice bzw. Dolní Dunajovice bezeichnet. Im Jahre 1549 erbte Jindřichs Sohn Friedrich Březnický von Náchod auf Žerotice das Gut Horní Dunajovice. Sowohl Horní Dunajovice als auch Domčice wurden im Jahre 1565 durch Kaiser Maximilian II. zu Städtchen erhoben. Damit erhielt das Städtchen für kurze Zeit auch eine eingeschränkte Halsgerichtsbarkeit, die sie jedoch auf peinliche Verhöre und Exekution vom Gericht der Königsstadt Znaim gesprochener Urteile beschränkte. An das im Laufe des 17. Jahrhunderts erloschene Recht erinnern heute noch die Flurnamen Šibeniční vrch (Galgenberg) und Stínadla (Hinrichtungsplatz). Auf dem Hügel über dem Dorfplatz wurde ein Rathaus errichtet. Um 1595 erbte Hynek Březnický von Náchod den Besitz. Im Jahre 1615 verkaufte er die Veste Horní Dunajovice mit dem Städtchen Horní Dunajovice, dem Hof und Mühlen sowie den Gütern Želetitz und Domčice einschließlich des Städtchens Domčice und den Dörfern Želetitz, Křipitz, Wainitz und Moravské Borovice für 96.000 Mährische Gulden an den mährischen Oberstlandrichter Wilhelm Raupowsky von Raupow, der die Güter vereinigte. Vermutlich wurde dieser Kauf angefochten und rückgängig gemacht. Um 1620 verkaufte die Gräfliche Náchodsche Vormundschaft die Güter an Karl Wenzel Graf von Hoditz. Dieser war jedoch als Nichtkatholik nach der Rekatholisierung nicht mehr besitzberechtigt, so dass er die Güter am 13. Dezember 1641 für 50.000 Rheinische Gulden dem kaiserlichen Feldmarschall Johann von Götz († 1645) verkaufte. Während des Dreißigjährigen Krieges verödete die Gegend.
Nach dem frühen Tode von Sigismund Friedrich von Götzen wurden die Güter ab 1661 von landrechtlichen Bevollmächtigten für die minderjährigen Kinder Götzens verwaltet. Diese veräußerten vor 1670 das Gut Horní Dunajovice an Katharina Margaretha Christiane von Werdenberg, geborene von Winz, und 1677 die übrigen Güter Želetitz und Domschitz mit Křipitz an Franz Ladislaw von Kraft. Nach dem Hufenregister von 1672 waren in Horní Dunajovice nur zwölf Häuser bewohnt, über die Hälfte des Städtchens sowie die Weingärten Želetická hora, Kravky, Vápenice, Rosava und Stará hora lagen noch immer wüst. Johann Baptist d. J. von Werdenberg verkaufte nach dem Tode seiner Frau das Gut Horní Dunajovice mit dem Schloss, dem Markt, dem Meierhof, dem Schafhof, einem Brauhaus und einem Branntweinhaus am 10. Juli 1679 für 14.500 Mährische Gulden und 50 Dukaten Schlüsselgeld an den mährischen Kammerprokurator Paul Albrecht von Teyburg. Dieser verkaufte das Gut am 21. März 1683 für 21.900 Rheinische Gulden an den Strahofer Abt Hyacinth Hohmann unter der Bedingung des Verkaufs der Dörfer Lidmeritz und Jezram an weltliche Herren. Das Stift der regulierten Chorherren Prämonstratenser-Ordens zu Strahof vereinigte Ober-Dannowitz mit seinen Gütern Niklowitz und Teutsch-Konitz. Im Laufe des 17. und 18. Jahrhunderts wurden neue Weingärten und Teiche angelegt. Nach dem ersten Grundbuch bestanden 1735 die drei Weinlagen Stará hora, Kravka und Rosova. Im Theresianischen Kataster sind eine herrschaftliche Schenke, eine Schmiede und zwei Mühlen aufgeführt. Am 1. September 1768 wurde in Ober-Dannowitz eine dem Dekanat Hosterlitz unterstellte Lokalie eingerichtet, deren Sprengel ausschließlich aus dem Markt Ober-Dannowitz bestand; zuvor war der Markt nach Žerotitz eingepfarrt gewesen. Im zwischen 1785 und 1789 angelegten Josephinischen Kataster sind erstmals die noch heute bestehenden Weinlagen Dolní Frédy und Horní Frédy ausgewiesen. Während der Napoleonischen Kriege hinterließen 1805 und 1809 französische Truppen große Schäden im Ort. Bei einer Brechruhrepidemie verstarben in den Jahren 1831 und 1832 28 Einwohner.
Im Jahre 1834 umfasste das Gut Ober-Dannowitz eine Nutzfläche von 425 Joch 1444 Quadratklafter Dominikalland und 832 Joch 1226 Quadratklafter Rustikalland. Der Markt Ober-Dannowitz bzw. Dunajowice hornj bestand aus 88 Häusern mit 495 überwiegend mährischsprachigen Einwohnern, die von der Landwirtschaft lebten. In Ober-Dannowitz wurden zwei Jahrmärkte abgehalten. Die auf dem Hügel südlich des Marktes befindliche Kirche der hl. Dreifaltigkeit stand unter dem Patronat der Obrigkeit, die Lokalie und die Schule unter gemeindlichem Patronat. Außerdem gab es in Ober-Dannowitz ein altes Schloss und zwei Mühlen. Amtsort war Niklowitz. Bis zur Mitte des 19. Jahrhunderts war Ober-Dannowitz Teil der Stiftsgüter Niklowitz, Ober-Dannowitz und Teutsch-Konitz.
Nach der Aufhebung der Patrimonialherrschaften bildete Dunajovice / Ober Dannowitz ab 1849 eine Gemeinde im Gerichtsbezirk Znaim. 1868 wurde die Gemeinde Teil des Bezirkes Znaim. 1890 erreichte der in Schattau ausgebrochene Reblausbefall auch die Weingärten von Dunajovice. Seit dem Ende des 19. Jahrhunderts wurde Horní Dunajevice als tschechischer Ortsname verwendet, seit den 1910er Jahren Horní Dunajovice. Wegen der massiven Ausbreitung der Reblaus und dem Mehltau wurden nach 1908 ein Großteil der Weingärten aufgegeben und in Felder, auf denen Zuckerrüben und Gemüse angebaut wurden, umgewandelt. Binnen zwanzig Jahren sank die Weinanbaufläche auf 10 Hektar. Nach dem Ersten Weltkrieg zerfiel der Vielvölkerstaat Österreich-Ungarn, die Gemeinde  wurde 1918 Teil der neu gebildeten Tschechoslowakischen Republik. Zur Wiederbelebung der Wirtschaft nach dem Krieg gab es Pläne zum Bau einer Eisenbahn von Znaim nach Brünn, die auch über Horní Dunajovice führen sollte, jedoch nie zur Ausführung kam. 1924 wurde stattdessen eine Buslinie von Znaim nach Mährisch Kromau eingerichtet. Nach dem Münchner Abkommen verblieb Horní Dunajovice bei der Tschechoslowakei und wurde in den Okres Moravské Budějovice eingegliedert. Nach Kriegsende wurde die Gemeinde wieder Teil des Okres Znojmo. Im Jahre 1960 erfolgte die Eingemeindung von Domčice. Zum 11. November 2001 verlor Domčice seinen Status als Ortsteil.

## Gemeindegliederung
Für die Gemeinde Horní Dunajovice sind keine Ortsteile ausgewiesen. Grundsiedlungseinheiten sind Domčice (Domschitz) und Horní Dunajovice (Ober Dannowitz).
Das Gemeindegebiet gliedert sich in die Katastralbezirke Domčice und Horní Dunajovice.

## Sehenswürdigkeiten
- Kirche der hl. Dreifaltigkeit, das auf dem Hügel gegenüber dem Ort errichtete gotische Kirchlein wurde um 1540 im Renaissancestil umgestaltet. Zwischen 1768 und 1783 erfolgte ein barocker Umbau. Die Kirche besitzt vier Altäre, der Kirchturm steht schief.
- Spätbarockes Pfarrhaus aus dem Jahre 1768, es wurde 1850 umgestaltet.
- Schloss Horní Dunajovice, die in der Ortsmitte gelegene gotische Wasserfeste der Vladiken von Dunajovice wurde im 16. Jahrhundert zu einem Renaissanceschloss umgestaltet. An den erhaltenen Renaissanceportalen befinden sich Inschriften über die 1535 von Jindřich Březnický von Náchod und eine 1601 von seinen Nachfolgern erfolgten Umgestaltungen. Im 17. Jahrhundert wurde das Schloss barockisiert. Der im 19. Jahrhundert zum Speicher umgenutzte Bau ist von einem tiefen Wallgraben umgeben.
- Spätbarocke Kapelle des hl. Johannes von Nepomuk, erbaut um 1800
- Statue des hl. Florian, errichtet zu Beginn des 19. Jahrhunderts, an der Kreuzung im Ortszentrum
- Ehemaliges Rathaus, das eingeschossige Gebäude dient heute als Wohnhaus
- Weingärten und dutzende Weinkeller in Dolní fréd und Horní fréd bei Domčice
- Kapelle der hl. Margarethe in Domčice
- Naturdenkmal „Pod Šibeničním kopcem“ am Südwesthang des gleichnamigen Hügels mit einem aufgelassenen Kalksteinbruch